# Архангельське Голіцино (селище)
Арха́нгельське Голі́цино (рос. Архангельское Голицыно, ерз. Архангельское Голицыно) — селище у складі Рузаєвського району Мордовії, Росія. Входить до складу Архангельско-Голіцинського сільського поселення.
Стара назва — Архангело-Голіцинський.

## Населення
Населення — 4 особи (2010; 76 у 2002).
Національний склад (станом на 2002 рік):
- росіяни — 97 %